# Фридрих VI (Цолерн)
Вижте пояснителната страница за други личности с името Фридрих VI.
Фридрих VI фон Цолерн (на немски: Friedrich VI von Zollern, „der Ritter“, „der Ältere“; † 4 май 1298) е от 1288 до 1298 г. граф на Цолерн (швабска линия), основател на линията Цолерн-Цолерн.

## Произход и управление
Той е най-възрастният син на Фридрих V († 24 май 1289) и Удилхилд фон Дилинген († сл. 1289), дъщеря на последния граф на Дилинген Хартман IV фон Дилинген († 1258) и Вилибирг фон Труендинген († 1246).
Фридрих VI последва баща си през ок. 1288 г. като граф на Цолерн. С по-малкия му брат Фридрих I си поделят собствеността. Фридрих VI получава замък Хоенцолерн и териториите наоколо. Фридрих I получава господствата Шалксбург и Мюлхайм и основава линията Цолерн-Шалксбург (Вюртемберг), която изчезва през 1408 г.
Фридрих продава някои земи през 1296 г. на манастир Бебенхаузен.

## Фамилия
Фридрих VI се жени пр. 20 декември 1281 г. за принцеса Кунигунда фон Баден (* ок. 1265, † 22 юли 1310), дъщеря на маркграф Рудолф I фон Баден († 1288) и Кунигунда фон Еберщайн († 1290). Те имат децата:
- Албрехт (fl 1280)
- Кунигунда († 1380/4), абатиса на манастир Лихтентал
- Фридрих VII († 1298), граф на Цолерн, ∞ 1298 графиня Еуфемия фон Хоенберг († 1333)
- Фридрих VIII Остертаг († 1333), граф на Цолерн, ∞ N. N.
- София († сл. 1300), монахиня в манастир Щетен
- Фридрих († 1361)